# 刘则渊
刘则渊（1940年5月8日—2020年2月8日），男，土家族，湖北恩施人，中国科学学与技术哲学专家。大连理工大学教授。

## 生平
1940年5月出生于湖北恩施。1952年2月考入恩施初中，1954年8月提前半年毕业。1954年至1957年，在恩施高中学习。1957年至1962年，在大连工学院金属材料及热处理专业学习，毕业后留校任教。1964年至1977年任大连工学院金相热处理实验室副主任，1978年至1983年社会科学系自然辩证法教研室副主任、讲师，1984年至1990年任科学学教研室主任、副教授（1988年改称大连理工大学），1991年至1999年科学技术与社会发展研究所所长、教授，1999年至2002年人文社会科学学院首任院长，1999年至2010年人文社会科学学院学术委员会主任，2004年至2010年科技伦理与科技管理研究中心主任。
2020年2月8日凌晨0时59分在大连逝世，享年80岁。

## 社会兼职
曾任大连市人大代表、市社科联与市科协常委、中国科学学与科技政策研究会第三至五届副理事长。

## 学术贡献
1974年，开始从事自然辩证法研究，利用科学计量的方法对科技活动进行定量分析，取得“哲学—科学—技术—经济波动转化规律”等研究成果。从1978年开始，先后从事科学技术哲学、科学学与科技管理、科学技术与社会、发展战略学、科学计量学等方面的教学与科研工作。
1988年，出版中国国内第一部关于发展战略理论的学术专著《发展战略学》。2000年，与德国技术哲学界建立了双边学术交流与合作关系，开展了德国技术哲学及其发展史的研究。主要译著《德国技术哲学简史》《伟大发现的一天》等。代表性论文《近代世界哲学高潮和科学中心关系的历史考查》《科学学理论体系建构的思考》等。

## 出版物
- 中国科学技术大学; 中南矿冶学院; 大连工学院; 西安交通大学; 华中工学院 (编). . 湖南教育出版社. 1984年6月.
- 林康义; 刘则渊; 王海山. . 大连工学院出版社. 1987年.
- 刘则渊. . 杭州: 浙江教育出版社. 1987年.
- 刘则渊. . 大连理工大学出版社. 2003年. ISBN 9787561123676.
- 李文潮; 刘则渊. . 辽宁人民出版社. 2005年. ISBN 9787205059286.
- 刘则渊; 陈悦; 侯海燕. . 人民出版社. 2008年8月. ISBN 9787010069401.
- 刘则渊; 陈悦; 侯海燕. . 人民出版社. 2011年3月. ISBN 9787030298577.
- 刘则渊; 姜照华; 王贤文. . 21世纪科技与社会发展丛书. 科学出版社. 2012年11月. ISBN 9787010111513.

## 奖项和荣誉
2010年，获中国科协授予的“全国优秀科技工作者”称号。2013年，获第一届陈昌曙技术哲学发展基金技术哲学贡献奖。2017年，获中国科学学与科技政策研究会第一届杰出贡献奖。2019年，被评为大连理工大学建校七十周年功勋教师。